# Каппа Лиры
Каппа Лиры (κ Lyr, κ Lyrae, 1 Лиры) — звезда в созвездии Лиры. Это оранжевый гигант, имеющий 4-ю звёздную величину, спектральный класс K2III и температуру поверхности 3,500-5,000 К. Каппа Лиры холоднее, больше и ярче, чем Солнце, находится на расстоянии примерно 238 световых лет от Земли. Является переменной звездой.